# Luis Bértola
Luis Eduardo Bértola Flores (1954) es un académico uruguayo, especializado en historia social y económica.
Bértola es Doctor en Historia Económica por la Universidad de Gotemburgo. Ejerce la docencia en la Facultad de Ciencias Sociales de la UdelaR y además es profesor visitante en varias universidades del mundo.

## Selección de publicaciones
- El desarrollo económico de América Latina desde la Independencia. Montevideo: FCU. 2013. (Colaboración con José Antonio Ocampo).
- Álvarez, J.; Bértola, L. (2011). «So similar, so different: New Zealand and Uruguay in the world economy. Chapter 21».  En Lloyd, Ch., Metzer, J. y Sutch, R., ed. Settler Economies in World History (Brill Publishers).
- Bértola, Luis; Castelnovo, Cecilia; Rodríguez Weber, Javier; Willebald, Henry (1 de septiembre de 2010). «Between the colonial heritage and the first globalization boom: on income inequality in the Southern Cone». Journal of Iberian and Latin American Economic History (Cambridge University Press) 28: 307 - 341. doi:10.1017/S021261091000011X. Consultado el 23 de junio de 2023.
- Stolovich, Luis; Rodríguez, Juan Manuel; Bértola, Luis (2003). El poder económico en el Uruguay actual. Uruguay: CUI. Consultado el 10 de noviembre de 2019.
- Ensayos de Historia Económica. Uruguay y la región en la economía mundial. 1870-1990. Montevideo: Trilce. 2000.
- El PBI de Uruguay 1870-1936 y otras estimaciones. Montevideo: FCS. 1998.
- La Industria Manufacturera Uruguaya 1913-1961. Un enfoque sectorial de su crecimiento, fluctuaciones y crisis. Montevideo: CIEDUR-FCS. 1991.